# Skolimów C
Skolimów C – dawniej odrębne letnisko, od 1977 w granicach Konstancina-Jeziorny w województwie mazowieckim, w powiecie piaseczyńskim. Leży w zachodniej części miasta, na zachód od Skolimowa Wsi, po lewej stronie Jeziorki. W przeciwieństwie do głównej letniskowej części Skolimowa (Skolimów A i B, położonych na prawym brzegu rzeki) posiada odrębną od historię i przynależność administracyjną.
W Skolimowie C mieści się od 1928 roku Dom Artystów Weteranów Scen Polskich, należący do ZASP.

## Historia administracyjna
W XX wieku był to obszar osad letniskowych należących do gminy Nowo-Iwiczna w powiecie warszawskim, który 1 stycznia 1924 wszedł w skład nowo utworzonej gminy Skolimów-Konstancin. 20 października 1933 w granicach gminy Skolimów-Konstancin utworzono gromadę Chylice, składającą się z letniska i Chylice i letniska Skolimów C. Ponieważ sąsiedni Skolimów Wieś pozostał w gminie Nowo-Iwiczna, oddzielał on Skolimów C od gminy Skolimów-Konstancin, który tworzył jej eksklawę.
Od 1 lipca 1952 w powiecie piaseczyńskim. Tego samego dnia gminie Skolimów-Konstancin, nadano ustrój miejski. Przez kolejne dwa lata Skolimów C był eksklawą miasta Skolimów-Konstancin.
W związku z reorganizacją administracji wiejskiej jesienią 1954 Skolimów C wyłączono z miasta Skolimów-Konstancin i włączono do nowo utworzonej gromady Chylice, w której skład weszły także Chylice, Chyliczki, Józefosław, Julianów, Kierszek, Skolimów Wieś i Wierzbno.
W związku z kolejną reformą gminną 1 stycznia 1973 gromadę Chylice zniesiono, a Skolimów C – należący dotąd do sołectwa Chyliczki – wszedł w skład nowo utworzonej gminy Konstancin-Jeziorna (Chyliczki weszły w skład gminy Piaseczno).
1 sierpnia 1977 Skolimów C (a także Cegielnię-Obory, Chylice-Cegielnię, Skolimów Wieś, Stare Wierzbno i Nowe Wierzbno) wyłączono z gminy Konstancin-Jeziorna i włączono do Konstancina-Jeziorny, przez co Skolimów C po raz drugi stał się obszarem miejskim.
Nazwa Skolimów C, aczkolwiek nieoficjalna, jest nadal w użyciu w celu odróżnienia obszaru od prawobrzeżnych „Skolimowów letniskowych", oznaczanych literami A i B) oraz sąsiedniego Skolimowa Wsi.